# Achille Castoldi
Achille Castoldi (4 marzo 1904 – ...) è stato un ingegnere italiano, campione di motonautica.

## Biografia

### I primi record e il periodo bellico
Appassionato di motonautica, colse i primi rilevanti successi, ed un record mondiale di velocità nel 1930, con un avveniristico motoscafo progettato dal fratello Luigi Castoldi. Velocità e ingegneria erano passioni di famiglia: il loro cugino Mario Castoldi era un famoso ingegnere aeronautico della Macchi.
Achille nel 1940 fissò il record mondiale di velocità a 81.10 mph nella classe 400 kg con il suo “Arno” spinto da motore Alfa Romeo 158. Da quel momento continuò ad evolvere il modello, prevalentemente con motori Alfa, ma anche Maserati.
Dal 1943 al 1945 salvò, nella sua fattoria di Abbiategrasso le Alfetta 158 della Scuderia Alfa Romeo che rischiavano di essere “prelevate” dagli occupanti di turno, nascondendole sotto delle cataste di legno e fieno.
Nel 1945 fu nominato Reggente CONI-Alta Italia e Presidente della FIM – Federazione Italiana Motonautica.

### Il dopoguerra
Nel 1946 nell'ambito della collaborazione con l'Alfa Romeo si reca al Salone di Ginevra alla guida di una coupé carrozzata Touring (nonostante l'esclusione dell'Italia dalla manifestazione) per promuoverne la vendita, riuscendoci: il modello viene acquistato, tra l'altro, da Ranieri III di Monaco e dal re Fārūq I d'Egitto.
In quegli anni la ripresa d'interesse per la motonautica negli Stati Uniti lo portò a partecipare alla APBA Gold Cup a Detroit con il “Sant'Ambrogio”, motoscafo sul quale era installato un motore d'aereo Alfa Romeo a 12 cilindri.
Nel 1949 sul lago di Garda con il “Sant'Ambrogio II” fu il primo ad aggiudicarsi la Coppa Oltranza” messa in palio da D’Annunzio 18 anni prima, sfatando il mito della sua invincibilità. La conquista del premio era difficilissima perché il regolamento (assai complesso e dettato dallo stesso Vate) prevedeva due prove: una di “rapidità pura” sul miglio marino, l'altra di velocità in circuito chiuso a medie non inferiori a quelle stabilite. Questo scafo è stato poi donato al Museo della Scienza e della Tecnica di Milano.

### I record di velocità dopo il '53
Dal 1953, dopo che Verga gli era subentrato come pilota ufficiale Alfa Romeo, Castoldi decise di lasciare le corse su circuito per concentrarsi sui record di velocità: a tal fine commissionò ai Cantieri Timossi di Azzano sul lago di Como quello che sarebbe diventato l'“Arno XI”, classe 800 kg, in legno e alluminio, che venne affidato a Luigi Allione, il suo meccanico personale, affinché ne curasse personalmente l'allestimento definitivo.  Per la propulsione Castoldi, accompagnato da Allione, si rivolse alla Scuderia Ferrari. Enzo Ferrari fornì a Castoldi un motore 375 V-12, direttamente derivato dal motore delle vetture di F.1 dei due anni precedenti.
Il 15 ottobre 1953, sulla base misurata di Sarnico sul lago d'Iseo, con il nuovo mezzo Castoldi fissa il record mondiale di velocità sul chilometro lanciato a 241.71 chilometri orari: per il supporto tecnico il suo meccanico personale Luigi Allione poteva contare sulla Scuderia Ferrari e tra gli altri, sul capo ingegnere corse Stefano Meazza e sui piloti Alberto Ascari e  Luigi Villoresi. Nello stesso giorno Castoldi fissò anche il record nelle 24 miglia nautiche con una velocità media di 164,37 chilometri orari.
Questo record mondiale di velocità sul chilometro lanciato è tutt'oggi imbattuto, e lo rimarrà per sempre, in quanto la FIM ha successivamente cambiato le categorie degli scafi e la classe Racers KD 800 kg oggi non esiste più.

### Fine carriera
Nel 1954 si ritirò dalle gare di motonautica dopo un incidente mentre era al volante del suo Timossi classe 1.700 kg, spinto da un motore d'aeroplano. Anche questo scafo è stato donato al Museo della Scienza e della Tecnica di Milano.